# Wierdl Zsuzsanna
Wierdl Zsuzsanna (?, 1962. július 22. –) Munkácsy Mihály-díjas magyar festő- és restaurátorművész, művészettörténész, műemléki szakértő.

## Életútja
Építészcsaládból származik, szülei Szőke Zsuzsa és nagyapja (Szőke Károly (1900-1976)) építész voltak, testvére Wierdl Eszter operaénekes, nagybátyja Wierdl Máté matematikus. 1977-ben, 1978-ban és 1979-ben is dobogós volt a magyar felnőtt úszóbajnokságon.
1983-tól 1988-ig a Magyar Képzőművészeti Főiskola hallgatója, szakdolgozatának a címe: "Infravörös vizsgálatok hazai lehetőségei és határai". 2017-ben a Pécsi Tudományegyetem Breuer Marcell Doktori Iskolájában az építészmérnöki tudományok tudományágban PhD címet szerzett, disszertációjának címe: "Töredékek a térben tér a töredékekben".
Főiskolai tanulmányai után 15 évig Olaszországban dolgozott.
2000 óta az esztergomi királyi kápolna vezető restaurátora.
A Királyi Kápolna Oroszlánfreskójának restaurátora.
A mennyezeti bordák feltárásának és helyreállításának vezetője. Az esztergomi studiolo vezető kutatója és restaurátora.
2012-ben a római Santo Stefano Rotondo bazilika Szent István kápolnájának vezető restaurátora.
A római Szent István kápolna római kori padlójának vezető restaurátora. A római Borromini Loggia vezető kutatója és restaurátora.
A STUDIOLO Restaurátor és Művészeti Kft. ügyvezetője. A cég közreműködött több művészeti kiadvány megjelenítésében, illetve több nagyszabású restaurálási munkában is, továbbá tervezői és szakértői tevékenységet is folytat. A cég szakmai céljainak eléréséhez több pályázaton illetve közbeszerzésen is sikeresen indult.

## Társasági, egyesületi tagságai
- Az ICOMOS (International Council on Monuments and Sites) Nemzetközi Tudományos Falképbizottságának elnöke[17]
- Magyar Alkotóművészek Országos Egyesülete (MAOE)

## Díjai
- Schönvisner István-emlékérem (2008)[36]
- Munkácsy Mihály-díj (2015)

## Főbb írásai
Több szakkönyv szerkesztője illetve társszerzője, számos nemzetközi folyóiratban jelentek meg publikációi.

### Közreműködései
- Prokopp Mária – Vukov Konstantin – Wierdl Zsuzsanna: Botticelli – Az erények nyomában (180 oldal, Studiolo, 2009) ISBN 9789630683227
- Prokopp Mária – Vukov Konstantin – Wierdl Zsuzsanna: A feltárástól az újjászületésig. Az esztergomi királyi várkápolna története (136 oldal, Magyar Nemzeti Múzeum Esztergomi Vármúzeuma, 2014) ISBN 9786155209420 (angolul: From discovery to restoration. The history of the hungarian medieval Royal Chapel in Esztergom, ISBN 9786155209529)
- Sabine Frommel(wd) – Prokopp Mária – Wierdl Zsuzsanna: The Renaissance Studiolo in Europe (424 oldal, Magyar Nemzeti Múzeum, 2022) ISBN 9786155978555
- Farkis Tímea – Wallendums Tünde: Contributi alle ricerche Romanze – Uno stucco borrominiano ed altre scoperte al Palazzo Falconieri (229 oldal, Pécsi Tudományegyetem, 2022) ISBN 9789634299417

### Megjelenései folyóiratokban
- Gli affreschi rinascimentali di Esztergom. Dai restauri di Mauro Pellicioli agli interventi attuali (Arte Lombarda, Milano, 2003/3)
- Az esztergomi oroszlán freskó-töredék restaurálása (Örökség, 2008. január)
- A bordák szépsége Archiválva 2023. január 22-i dátummal a Wayback Machine-ben (ICOMOS Híradó, 2014. február)